# Clubiona corticalis
Clubiona corticalis là một loài nhện trong họ Clubionidae. Những con cái dài 7 đến 10 mm còn con đực dài 7 đến 11 mm. Bụng màu nâu với sọc vằn màu tối ngắn các bản vẽ màu vàng hình lá. Đôi khi kiểu màu sắc này là không rõ ràng. Prosoma là ánh sáng màu nâu và chân. Nhện này sống dưới vỏ cây và đá thông, nhưng cũng ở gần tòa nhà. Loài này phân bố ở lục địa châu Âu đến Trung Á. Nhện xuất hiện từ tháng tư-tháng bảy. 